# Red bana Jelačića
Red bana Jelačića je odlikovanje Republike Hrvatske koje zauzima deseto mjesto u važnosnom slijedu hrvatskih odlikovanja. Red je ustanovljen 10. ožujka 1995. godine.
Red bana Jelačića dodjeljuje se dužnosnicima, časnicima i zapovjednicima postrojbi za iznimno uspješno zapovijedanje postrojbama Oružanih snaga Republike Hrvatske, za osobite vojne zasluge u njihovom ustroju i razvitku te postrojbama i drugim ustrojstvenim jedinicama Oružanih snaga Republike Hrvatske.